# Protracheoniscus ranzi
Protracheoniscus ranzi là một loài chân đều trong họ Trachelipodidae. Loài này được Strouhal miêu tả khoa học năm 1948.